# N-acetil-g-glutamil-fosfat reduktaza
-acetil-g-glutamil-fosfat reduktaza (EC 1.2.1.38, reduktaza, acetil-gama-glutamil fosfat, N-acetilglutamat 5-semialdehidna dehidrogenaza, N-acetilglutaminska gama-semialdehidna dehidrogenaza, N-acetil--glutamat gama-semialdehid:+ oksidoreduktaza (fosforilacija)) je enzim sa sistematskim imenom N-acetil--glutamat-5-semialdehid:+ 5-oksidoreduktaza (fosforilacija). Ovaj enzim katalizuje sledeću hemijsku reakciju
-acetil--glutamat 5-semialdehid + NADP+ + fosfat {\displaystyle \rightleftharpoons } -acetil-L-glutamil 5-fosfat + NADPH + H+

## Literatura
- Nicholas C. Price; Lewis Stevens (1999). Fundamentals of Enzymology: The Cell and Molecular Biology of Catalytic Proteins (Third изд.). USA: Oxford University Press. ISBN 019850229X.
- Eric J. Toone (2006). Advances in Enzymology and Related Areas of Molecular Biology, Protein Evolution (Volume 75 изд.). Wiley-Interscience. ISBN 0471205036.
- Branden C; Tooze J. Introduction to Protein Structure. New York, NY: Garland Publishing. ISBN 0-8153-2305-0.
- Irwin H. Segel. Enzyme Kinetics: Behavior and Analysis of Rapid Equilibrium and Steady-State Enzyme Systems (Book 44 изд.). Wiley Classics Library. ISBN 0471303097.

## Spoljašnje veze
- N-acetyl-gamma-glutamyl-phosphate+reductase на 